# اچ‌ام‌اس اندومیون (۱۷۹۷)
اچ‌ام‌اس اندومیون (۱۷۹۷) (به انگلیسی: HMS Endymion (1797)) یک کشتی بود که طول آن ۱۵۹ فوت ۳ اینچ (۴۸٫۵ متر) بود. این کشتی در سال ۱۷۹۷ ساخته شد.